# Ostrówek (Szynczyce)
Ostrówek – część wsi Szynczyce w Polsce, położona w województwie łódzkim, w powiecie piotrkowskim, w gminie Czarnocin. Dawniej samodzielna wieś.
W latach 1975–1998 miejscowość administracyjnie należała do województwa piotrkowskiego.